# Igapo

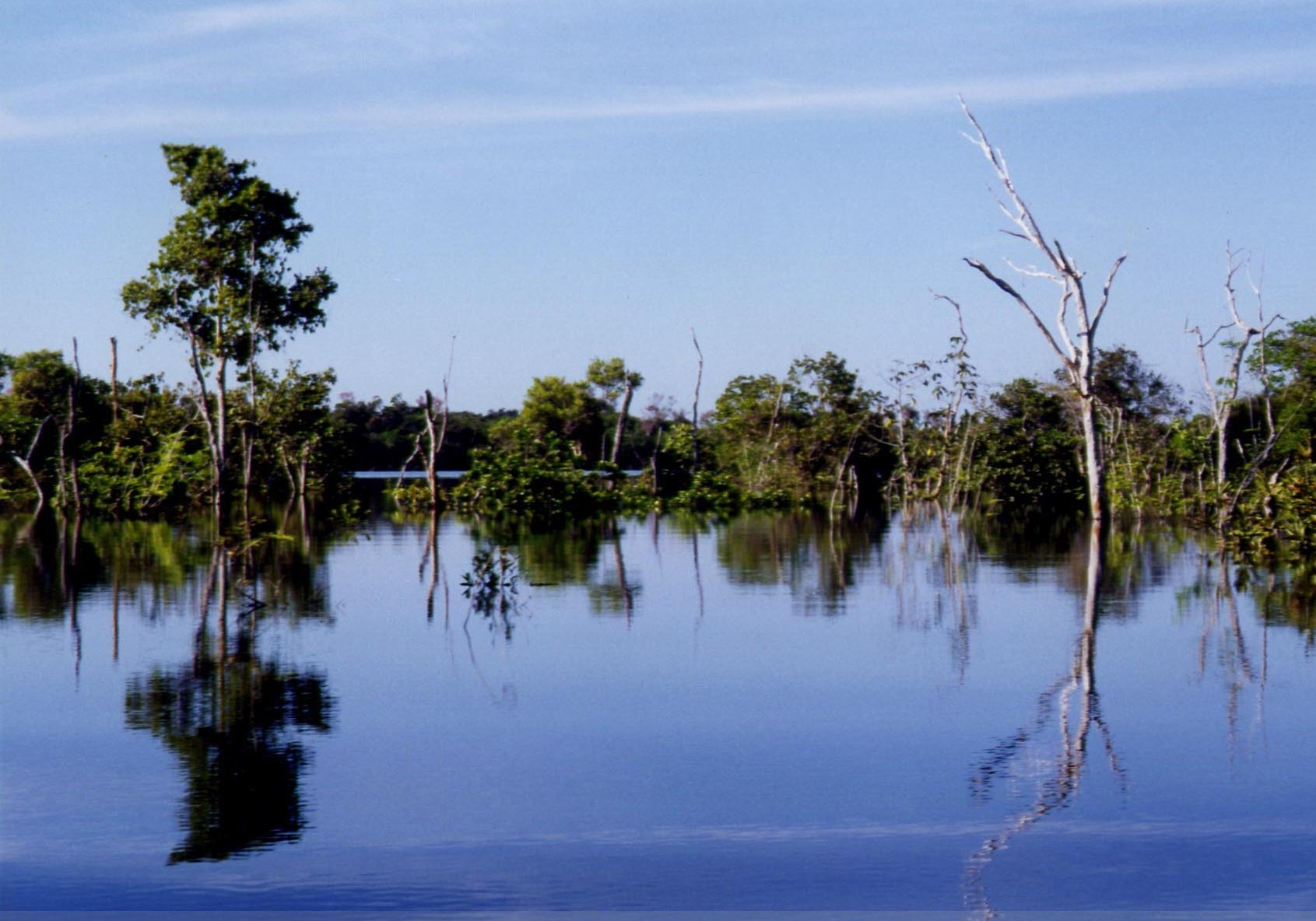
Igapo à Amazonas (Brésil)

En Amazonie, Igapo est une partie de la forêt qui reste marécageuse après le retrait des eaux de crue dans les zones basses de la plaine d'inondation (varzea) ou en raison des bourrelets le long des rives qui empêchent que toute l'eau revienne au fleuve. 
C'est un mot d'origine tupi qui signifie "racine d'eau", de  'y  ("eau") et apó ("racine").
La végétation y est moins haute et moins luxuriante. On y trouve des espèces des genres suivants : Aldina, Couepia, Heterostemon, Licania, Macrolobium, Ormosia, Panopsis, Roupala et Salvinia.
1. ↑  Une liste de vocabulaire tupi (en portugais)